# 中島茂幸
中島 茂幸（なかしま しげゆき、1947年 - ）は、日本の会計学者・元官僚。税理士。北海商科大学名誉教授。中島茂幸税理士事務所長。北海道出身。

## 略歴
日本大学商学部卒業後、国税庁入庁。国税庁税務大学校教官、東京国税局管内税務署法人税統括官などを経て、1990年東京国税局退官後、北海学園北見短期大学商学科助教授。中島茂幸税理士事務所を設立。1994年同商学科教授。2004年北海学園北見大学商学部教授。2006年より北海商科大学商学部教授。2009年北海商科大学大学院商学研究科教授。2015年北海商科大学定年退職。同名誉教授。

## 著書
- 『判決・裁判例による消費税の税務解説』（税務研究会、1999年）
- 『新会社法における会計と計算書類』（税務経理協会、2006年）
- 菊地均ほか共著『人文・社会科学の視座』（共同文化社、2010年）
- 『中小会社の計算書類と経理実務 - 「指針」と「基本要領」』（税務経理協会、2012年）
- 原子智樹と共著『文化科学の方法 - 貸倒引当金，新古典複合語，資本主義，そしてアドルノ』（共同文化社、2012年）
- 横田榮一ほか共著『文化科学の時代』（共同文化社、2013年）
- 菊地均と共著『文化科学の世界 - 同族会社の株式取引、イノベーション、タイがある場合』（共同文化社、2014年）
- 『非上場株式の税務―譲渡・贈与・相続・遺贈への対応』（中央経済社、2015年）